# Trunk Bay
Trunk Bay er en strand på øen St. Jan, som er en del af De amerikanske jomfruøer i Vestindien. Stranden har i højsæsonen ca. 1.000 besøgende dagligt og er den eneste nationalparkstrand på øen som kræver entré. Stranden blev i 1958, som store dele af St. Jan, solgt til den amerikanske forretningsmand Laurance Rockefeller.